# Manschettenknopf

Manschettknopf aus Sterlingsilber mit Emaille (Livrustkammaren, Stockholm)

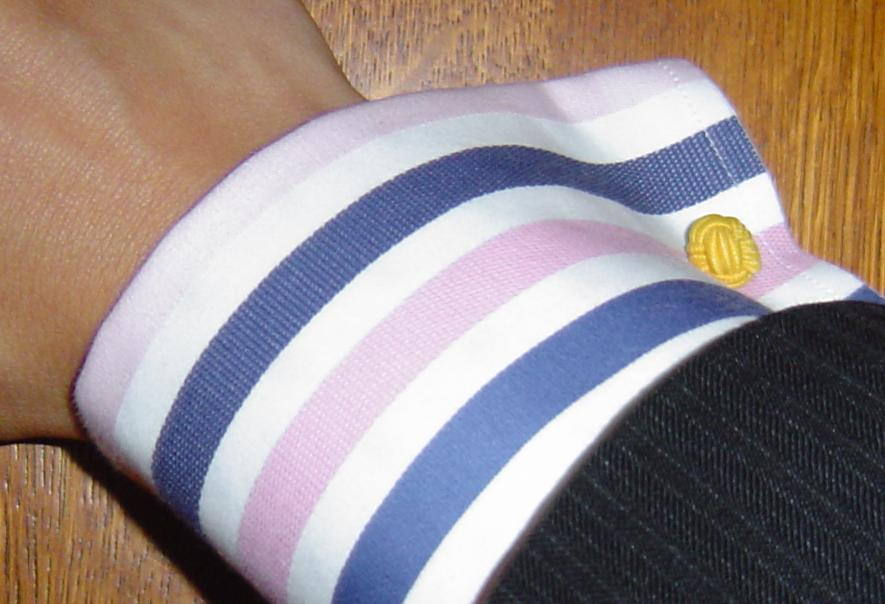
Seidenknoten-Manschettenknopf

Ein Manschettenknopf wird zum Schließen der Manschette verwendet und ist zugleich ein Schmuckstück für Männer. In seiner einfachsten Form wird als Manschettenknopf ein doppelter farbiger Seidenknoten mit Gummiband verwendet (heute zumeist komplett aus Gummi gefertigt). Manschettenknöpfe können aus unterschiedlichen Materialien bestehen, wie z. B. Glas, Stein, Holz, Leder, Metall, Edelmetall oder Kombinationen aus den Vorgenannten. Zur Befestigung der Manschetten dienen Knebel oder im Design an die Vorderseiten angelehnte Rückseiten, die geklappt werden. Weiterhin gibt es Varianten mit Drahtketten oder mit einem starren gebogenen Rückteil. Die Vorderseiten der Manschettenknöpfe können mit Edelsteinen, Intarsien, Einlagen von Materialien wie Perlmutt oder Emaille verziert und zwei- oder dreidimensional ausgestaltet sein.

## Entstehungsgeschichte
Erste Manschettenknöpfe tauchten zwar bereits im 17. Jahrhundert auf, doch gebräuchlich wurden sie erst Ende des 18. Jahrhunderts. Ihre Entwicklung hängt eng mit der des Herrenhemdes zusammen. Hemdartige Kleidungsstücke trugen Männer schon seit der Erfindung des gewebten Stoffs im 5. Jahrtausend v. Chr. Auch wenn Schnitte und Machart sich änderten, blieb die Grundform immer gleich: Eine vorn offene Tunika mit Ärmeln und Kragen. Das Hemd wurde direkt auf der Haut getragen, war waschbar und schützte so die Oberbekleidung vor Verschmutzung durch Körperkontakt. Umgekehrt schützte es auch die Haut vor den raueren und schwereren Stoffen der Jacken und Mäntel, indem es Nacken und Handgelenke bedeckte.
Nach dem Mittelalter wurden die sichtbaren Teile des Hemdes (Nacken, Hemdbrust und Handgelenke) zu einem Ort dekorativer Elemente, wie Rüschen, Halskrausen und Stickereien. Die Manschetten wurden mit Bändern zusammengehalten, ebenso der Kragen, ein früher Vorläufer der Krawatte. Rüschen, die über das Handgelenk fielen, wurden bei Hof und zu anderen formellen Anlässen bis zum Ende des 18. Jahrhunderts getragen, während beim Alltagshemd dieser Zeit der Ärmel bereits in einem einfachen Band endete und mit einem Knopf oder einem verbundenen Knopfpaar geschlossen wurde.
Im 19. Jahrhundert wurde die alte Pracht des Adels durch die bürgerliche Effizienz der neuen Angestelltenklasse abgelöst. Männer trugen von da an eine sehr konventionelle Garderobe: tagsüber einen dunklen Anzug und abends einen Smoking oder Frack. Mitte des 19. Jahrhunderts hatte sich die moderne Manschette entwickelt. Kragen, Hemdbrust und Manschetten waren zu dieser Zeit gestärkt. Dies war populär, weil der formelle Charakter der Kleidung dadurch unterstrichen wurde. Um die Manschetten mit einem einfachen Knopf zu schließen, waren sie jedoch zu steif. Ab der Mitte des 19. Jahrhunderts trug deshalb jeder, der aus der Mittel- oder Oberklasse stammte, Manschettenknöpfe. Aufgrund der Industriellen Revolution konnten diese in Massen hergestellt werden und waren deshalb in jeder Preislage verfügbar.

## Der Manschettenknopf im 20. Jahrhundert

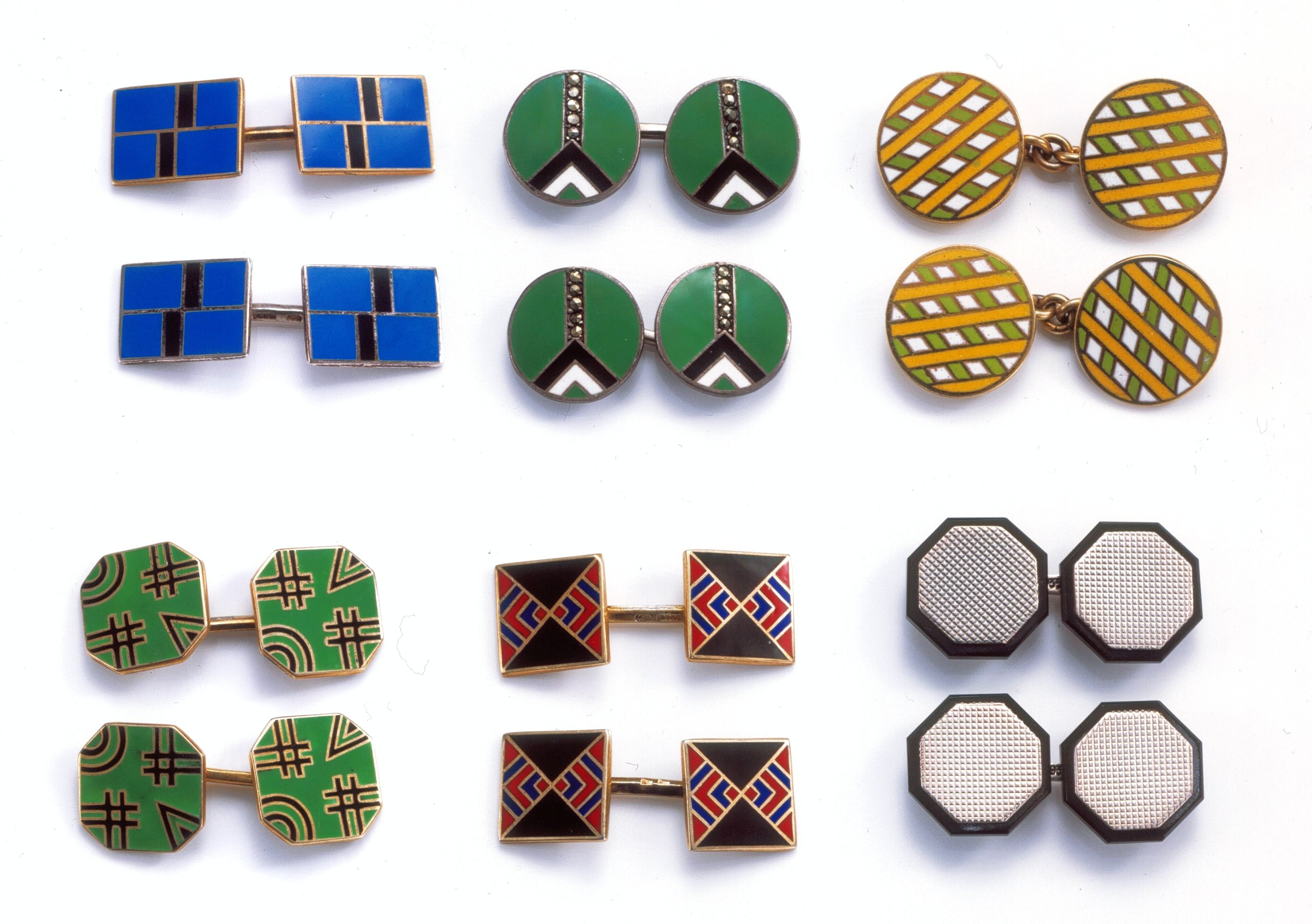
Art-déco-Manschettenknöpfe, 1930er Jahre

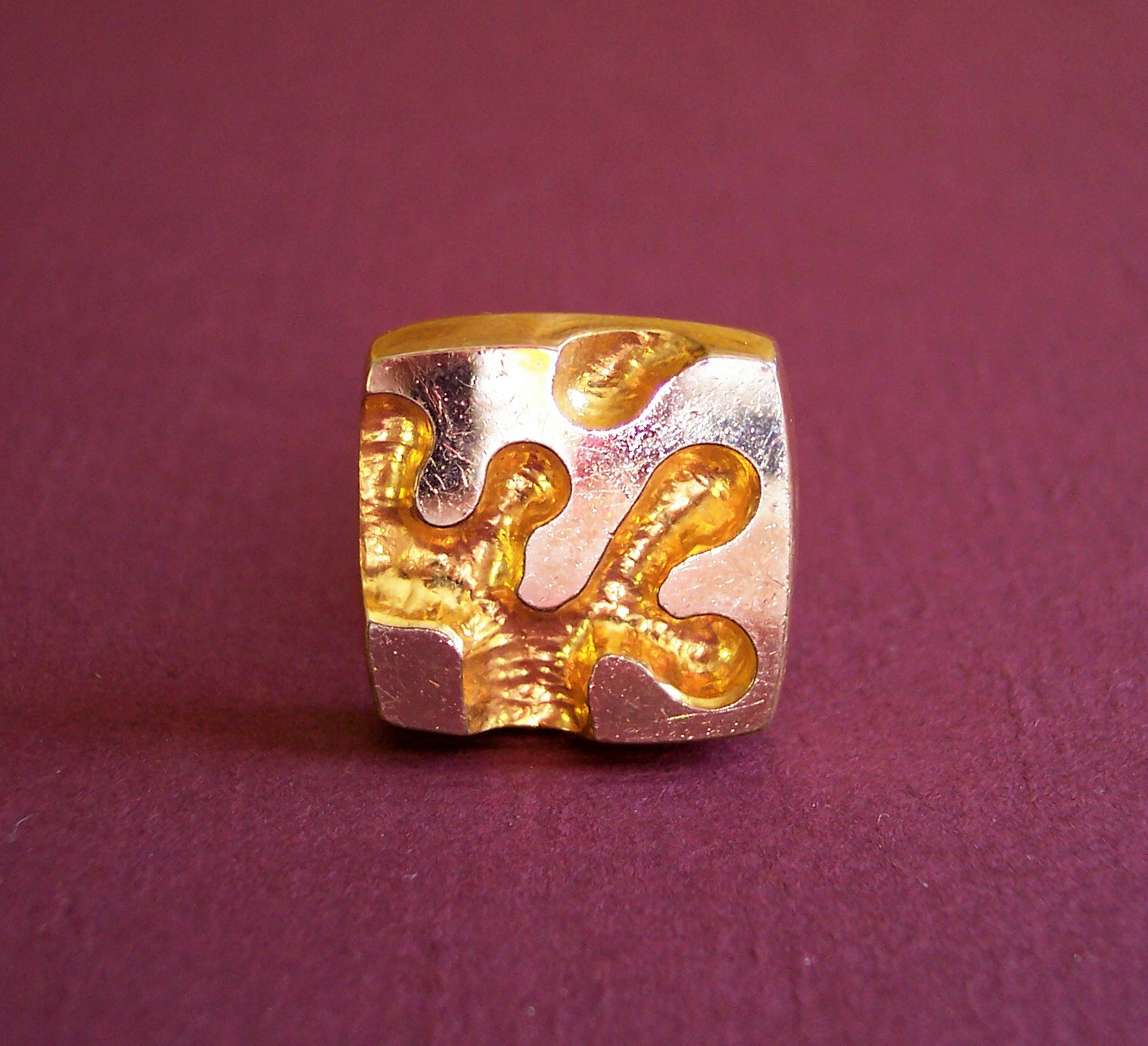
Manschettenknopf, 1960er Jahre, Alfred Bauer, Idar-Oberstein

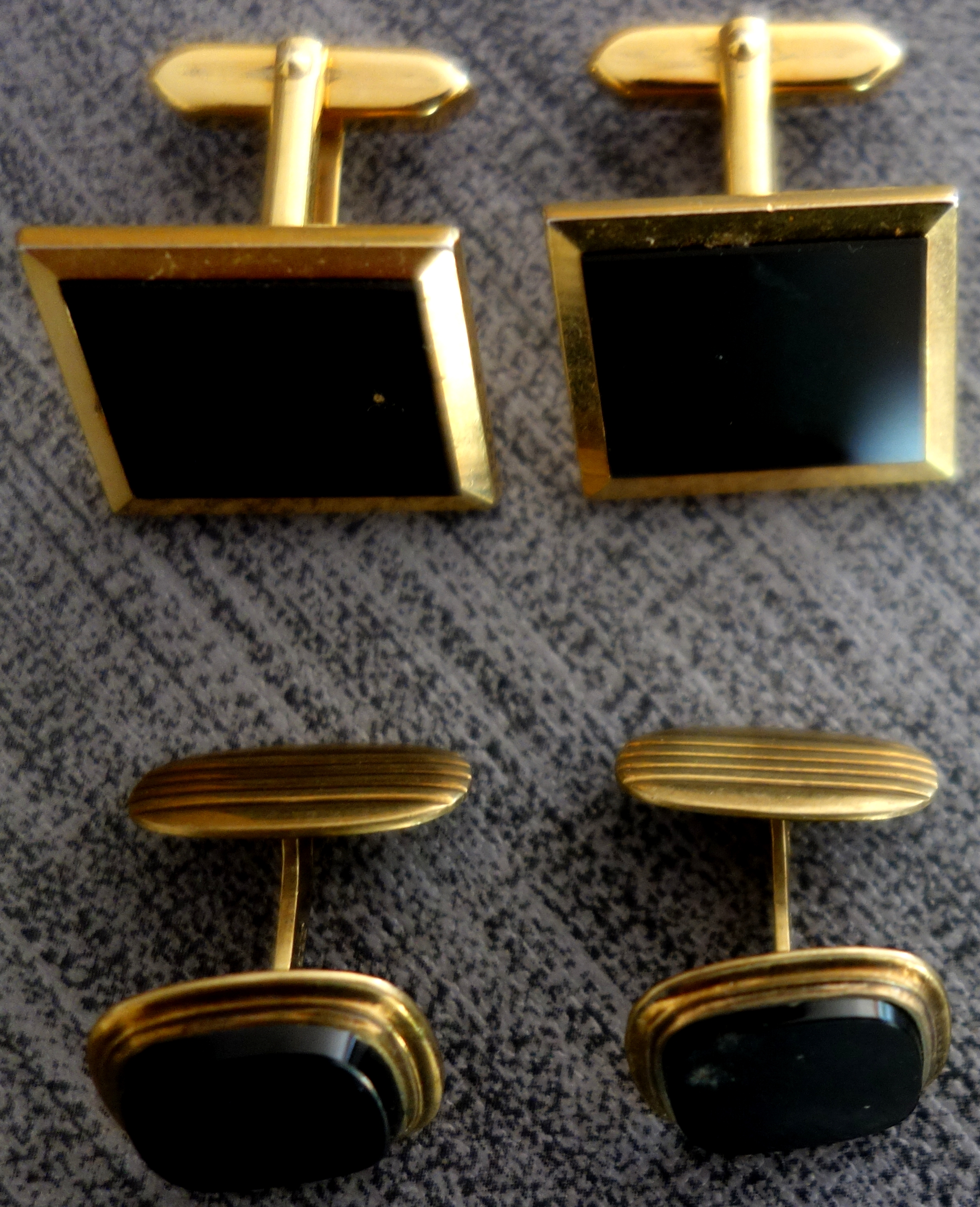
Goldene Manschettenknöpfe mit geschliffenem Onyx, 1960er Jahre

Farbige Manschettenknöpfe aus Edelsteinen wurden zunächst jedoch nur von sehr selbstbewussten Männern getragen. Dies änderte sich, als der Prince of Wales, später Edward VII., Ende des 19. Jahrhunderts bunte Fabergé-Manschettenknöpfe populär machte. Der Manschettenknopf entwickelte sich in dieser Zeit zum modischen Accessoire und zu einem der wenigen akzeptierten Schmuckstücke des Mannes.
Diese Entwicklung setzte sich in den 1920er Jahren fort, es wurden so viele Manschettenknöpfe getragen wie nie zuvor. Sie waren in allen Formen, Farben und Materialien verfügbar, sowohl in Edelsteinen als auch in billigeren Kopien aus weniger edlen Steinen und Glasfluss. Besonders beliebt waren aufwändig farbig emaillierte Manschettenknöpfe in allen möglichen geometrischen Mustern. All das war gleichwertig, denn Coco Chanel hatte den Modeschmuck salonfähig gemacht. Gleichzeitig entwickelte sich jedoch ein sportlicherer Hemdstil mit ungestärkten Manschetten, die mit einfachen Knöpfen geschlossen werden konnten. Modebewusste Herren erschienen tagsüber ohne Manschettenknöpfe.
Dies änderte sich nach dem Zweiten Weltkrieg wieder, denn der Herr der 1950er Jahre schmückte sich mit einem ganzen Ensemble aus Zigarettendose, Feuerzeug, Krawattennadel, Schlüsselkette, Geldklammer etc., wozu auch wuchtige Manschettenknöpfe gehörten. Die Swinging London Scene der 1960er Jahre brachte wieder ein neues männliches Modebewusstsein hervor, repräsentiert durch den Carnaby Street-Dandy, dessen herausragender Vertreter Mick Jagger war. Ausgefallene Manschettenknöpfe gehörten zu einem kreativen und exzentrischen Herrenoutfit dazu.
In den 1970er Jahren verschwanden Manschettenknöpfe nahezu ganz. Die Mode wurde von der Woodstock-Generation dominiert, Hemden wurden nun hauptsächlich mit fertigen Knöpfen und Knopflöchern gefertigt. Auch nach Ende der Hippie-Ära trugen nur wenige Männer Manschettenknöpfe. Viele Erbstücke wurden zu Ohrsteckern umgearbeitet. Seit Ende der 1980er Jahre erlebten Manschettenknöpfe eine Renaissance.
Wichtige Zentren der Manschettenknopfproduktion waren Idar-Oberstein und Pforzheim. Während in Idar-Oberstein Manschettenknöpfe aus einfachen Materialien für den kleinen Geldbeutel produziert wurden, stellten die Pforzheimer Schmuckfabriken in echt Gold und Silber in mittleren bis gehobenen Preislagen her. In Pforzheim werden bis heute mit traditionellen Handwerkstechniken edle Manschettenknöpfe in historischen und modernen Designs gefertigt.

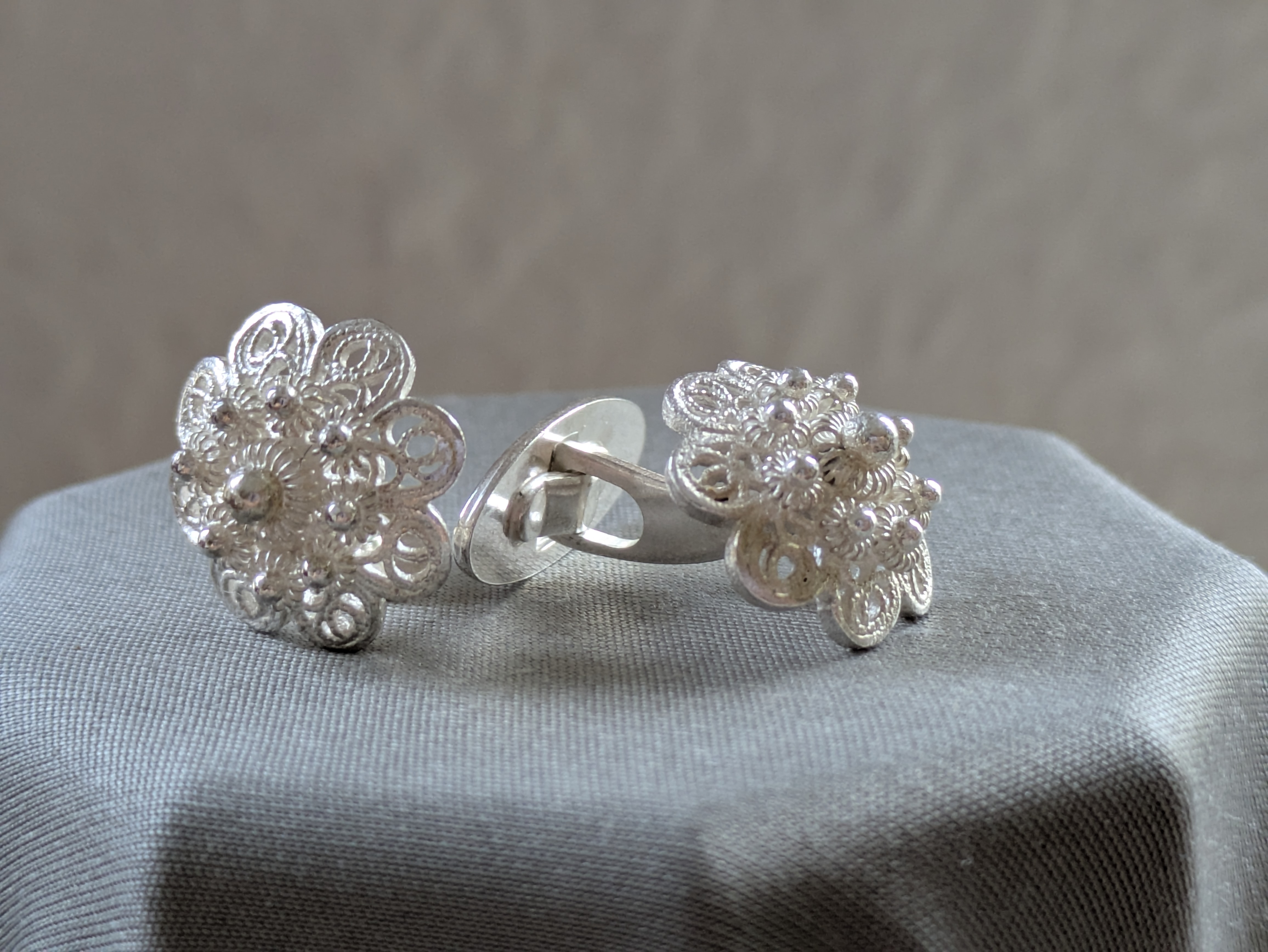
Manschettenknöpfe aus Altländer Filigran aus Sterlingsilber

Manschettenknöpfe werden heutzutage in einer breiten Modellvielfalt angeboten. Das betrifft das Motiv der Manschettenknöpfe, so existieren nicht nur runde oder eckige Modelle, sondern auch themenbezogene Manschettenknöpfe, beispielsweise mit Feuerwehr-, Motorrad- oder Auto-Motiv.
Weiterhin gibt es sie in allen Farben und Materialien. Nicht nur klassische Metalle, wie Edelstahl, Silber oder Gold kommen zum Einsatz. Es gibt sie auch mit Perlmutt-, Stoff-, Carbon-, Leder- oder Holzzierteilen.